# Victor Crowley (film)
Série Hatchet
Butcher 3
(2013)
Pour plus de détails, voir Fiche technique et Distribution.
Victor Crowley est un film d'horreur / gore américain réalisé par Adam Green, sorti en 2017. Le film est la suite de Butcher 3.

## Synopsis
Il y a dix ans, Victor Crowley a sauvagement assassiné quarante-neuf personnes dans le bayou de la Louisiane. Andrew, l'un des deux survivants du dernier massacre de Victor Crowley, est soupçonné par certains d'avoir lui-même commis les meurtres. Il retourne alors dans les marécages avec d'autres personnes à bord d'un avion. Mais une fois sur place, Victor Crowley revient à la vie et recommence son odieux massacre.

## Fiche technique
- Titre : Victor Crowley
- Réalisation : Adam Green
- Scénario : Adam Green
- Directeur de la photographie : Jan-Michael Losada
- Montage : Matt Latham
- Musique : Jason Akers et Sam Ewing
- Production : Adam Green, Sarah Elbert, Cory Neal et Will Barratt
- Société de production : ArieScope Pictures
- Format : Couleur - 1,85 : 1 - Son Dolby Digital
- Genre : Film d'horreur, comédie horrifique, gore
- Pays d'origine :  États-Unis
- Langue : Anglais
- Durée : 83 minutes
- Dates de sortie :
  -  États-Unis : 22 août 2017 (première) ; 6 février 2018
  -  France : 5 juin 2018 (en VOD)

Interdit aux moins de 16 ans

## Distribution
- Parry Shen : Andrew
- Kane Hodder : Victor Crowley
- Laura Ortiz : Rose
- Dave Sheridan : Dillon
- Krystal Joy Brown : Sabrina
- Felissa Rose : Kathleen
- Brian Quinn : Austin
- Tiffany Shepis : Casey
- Chase Williamson : Alex
- Katie Booth : Chloe
- Kelly Vrooman : Sue
- Jonah Ray : Del
- Tyler Mane : Bernard
- Tezz Yancey : J
- Blake Woodruff : Zach
- Whit Spurgeon : Linus
- Kali Cook : Kristina
- David Foy : Skip
- Danielle Harris : Marybeth Dunston (caméo)
- Arwen Green : Elle-même

### Non crédité
- Eileen Abarrca : Camille Parker
- Sarah Elbert : Charlene
- Adam Green : Le copilote Craig Borden
- Joe Lynch : le pilote Matthew Waters
- Tony Todd : Rev. Zombie
- Joel Moore : Ben (photographie)
- Mercedes McNab : Misty (photographie)

## Production
Le film a été annoncé par surprise par le réalisateur Adam Green lors du dixième anniversaire du premier film.